# WTA Lyon Open
WTA Lyon Open, oficiálním názvem Open 6ème Sens – Métropole de Lyon, je profesionální tenisový turnaj žen hraný ve francouzském Lyonu, metropoli regionu Auvergne-Rhône-Alpes.
Turnaj byl založen v roce 2020 jako součást okruhu WTA Tour. Úvodní ročník se odehrál v kategorii International, po jejímž zrušení byl v sezóně 2021 zařazen do nástupnické kategorie WTA 250. Probíhá v březnovém termínu na krytých dvorcích s tvrdým povrchem GreenSet. Dějištěm se stal komplex Palais des Sports de Gerland s kapacitou 6 500 diváků. V roce 2021 se hrálo v hale Tonyho Garniera.
Generálním partnerem se stala realitní společnost 6ème Sens. Na vzniku turnaje se finančně podílela lyonská rezidentka a bývalá světová čtyřka Caroline Garciaová, která svůj krok zdůvodnila: „Tohle město mi dalo hodně, a tak jsem mu to chtěla vrátit.“ V kalendáři WTA Tour turnaj nahradil Tashkent Open, konaný od roku 1999, jenž byl degradován do nižší série WTA 125. Doplnil tak mužskou událost Lyon Open, probíhající na antuce okruhu ATP Tour od roku 2017. 
Do soutěže dvouhry nastupuje třicet dva hráček a čtyřhry se účastní šestnáct párů.

## Přehled finále

### Dvouhra
| Rok  | vítězka         | finalistka            | výsledek      |
| ---- | --------------- | --------------------- | ------------- |
| 2020 | Sofia Keninová  | Anna-Lena Friedsamová | 6–2, 4–6, 6–4 |
| 2021 | Clara Tausonová | Viktorija Golubicová  | 6–4, 6–1      |
| 2022 | Čang Šuaj       | Dajana Jastremská     | 3–6, 6–3, 6–4 |
| 2023 | Alycia Parksová | Caroline Garciaová    | 7–6(9–7), 7–5 |

### Čtyřhra
| Rok  | vítězky                                | finalistky                                      | výsledek         |
| ---- | -------------------------------------- | ----------------------------------------------- | ---------------- |
| 2020 | Laura Ioana Paarová Julia Wachaczyková | Lesley Pattinama Kerkhoveová Bibiane Schoofsová | 7–5, 6–4         |
| 2021 | Viktória Kužmová Arantxa Rusová        | Eugenie Bouchardová Olga Danilovićová           | 3–6, 7–5, [10–7] |
| 2022 | Laura Siegemundová Věra Zvonarevová    | Alicia Barnettová Olivia Nichollsová            | 7–5, 6–1         |
| 2023 | Cristina Bucșová Bibiane Schoofsová    | Olga Danilovićová Alexandra Panovová            | 7–6(7–5), 6–3    |